# Любимов, Алексей Иванович
Алексей Иванович Любимов (партийные псевдонимы — Валериан, Летнев, Марк, Зомер, З-р) (1879 — 1919) — российский революционер, член Заграничного бюро ЦК РСДРП.

## Биография
В 1896 окончил Московское реальное училище, затем продолжил обучение в Московском императорском техническом училище, один из участников Союза борьбы за освобождение рабочего класса. Являлся членом РСДРП с самого основания в 1898, участник революционного движения в Российской империи, большевик, впоследствии являлся одним из лидеров группы большевиков-примиренцев. В 1899 арестован и в 1900 осуждён к административной высылке под гласным надзором полиции в Воронеж, где вошёл в Северный комитет РСДРП. С 1903 заведующий Техническим бюро ЦК РСДРП. С июля 1904 до 27 апреля (10 мая) 1905 являлся членом ЦК РСДРП (избран на II съезде РСДРП), затем до 29 мая (11 июня) 1905 член Совета партии от ЦК РСДРП. Осенью 1905 снова арестован в Одессе, в 1906 освобождён под залог, после чего опять арестован и осуждён к высылке на вечное поселение в Верхоянский уезд Якутской области. В 1908 бежал за границу в Париж, где стал секретарём Заграничного бюро ЦК РСДРП и членом редакции газеты «Пролетарий». В 1909 участвовал в совещании расширенной редакции газеты «Пролетарий». С января до 1 (14) ноября 1910 член ЦК РСДРП и Заграничного бюро ЦК РСДРП. Переписывался и дружил с Г. В. Плехановым. Сотрудничал с ним в газетах «За партию», «Единство», журнале «Призыв», оказывал помощь по труду «История русской общественной мысли», готовил доклады депутату А. Ф. Бурьянову. В день смерти Г. В. Плеханова, вдова Р. М. Плеханова (Боград), написала ему письмо как другу семьи, чётко изложив круг срочных ближайших дел по организации похорон мужа. В июле 1917 вернулся в РСФСР, увиделся после 12-летней разлуки с матерью, и отправился в Петроград, где участвовал в деятельности группы «Единство». Отошёл от революционной деятельности, работал мелким служащим, осенью 1919 заболел и вскоре скончался в больнице. Друзьями был подготовлен некролог для газет «Известия» и «Экономическая жизнь», который по неизвестной причине не был опубликован.